# Emanuele Terranova
Emanuele Terranova (Mazara del Vallo, 14 aprile 1987) è un calciatore italiano, difensore svincolato.

## Biografia
Ha iniziato a giocare a calcio a 7 anni, spinto dal fratello maggiore Nicola che ha giocato in Eccellenza e in Serie D.
Nel corso della sua carriera ha collezionato più di 300 presenze in Serie B e 22 in Serie A. Ha ottenuto quattro promozioni nella massima serie con le maglie di Livorno, Lecce, Sassuolo e Frosinone.

## Caratteristiche tecniche
È un difensore forte fisicamente e bravo di testa, che possiede velocità, grinta e cattiveria agonistica. Abile a uscire dalla difesa palla al piede, è anche un ottimo tiratore di calci di punizione e dei tiri dagli undici metri: calcia i rigori con sicurezza, sia di precisione sia di potenza.

## Carriera
Terranova inizia a giocare nella scuola calcio del Mazara, fino al 1998. Nel 1998-1999 passa all'Aurora Calcio, mentre nella stagione successiva (1999-2000) gioca nell'Atletico Mazara. Nel 2000 torna all'Aurora Calcio, mentre nel 2001-2002 e nel 2002-2003 disputerà i campionati Giovanissimi e Allievi con l'Atletico Mazara. Nel 2004-2005 passa al Campobello. Con questa squadra segna 4 gol in 30 partite, contribuendo alla vittoria del campionato di Eccellenza. Grazie a queste prestazioni riceve varie convocazioni nella Rappresentativa Regionale Juniores, e successivamente viene tesserato dal Palermo. Con la maglia della Primavera del Palermo disputa due ottime stagioni, ricevendo una convocazione in prima squadra per l'ultima giornata del campionato 2006-2007 in trasferta contro l'Udinese.
Il 4 luglio 2007, viene ceduto in prestito per il campionato 2007-2008 al Vicenza. In maglia biancorossa, dove gioca la sua prima stagione da professionista, colleziona 20 presenze (quasi tutte da titolare) e 2 gol, più una partita con la formazione Primavera. Debutta con la maglia biancorossa il 25 settembre 2007, in Vicenza-Ascoli (1-1) valida per la sesta giornata di campionato. Le reti arrivano sul finire di stagione: alla 37ª giornata in Vicenza-Rimini (3-2) e alla 39ª giornata in Vicenza-Frosinone (2-1).
Nel 2008-2009 si trasferisce al Livorno, dopo aver prolungato il contratto col Palermo per altri tre anni. Con i toscani disputa 18 incontri in campionato e ottiene la promozione in massima serie dopo i play-off. Coi labronici gioca anche la partita di Coppa Italia Crotone-Livorno (0-3) valida per il terzo turno – che è anche il suo esordio in maglia amaranto – e una con la formazione Primavera.
Tornato al Palermo per fine prestito, viene inizialmente inserito nella rosa della prima squadra per la stagione 2009-2010, e, dopo la partita di Coppa Italia che la squadra ha giocato con la SPAL il 15 agosto, quattro giorni dopo si trasferisce al Lecce in prestito con diritto di riscatto sulla compartecipazione. Con la formazione salentina vince il campionato cadetto ottenendo così la promozione in Serie A, contribuendo con 27 presenze quasi tutte da titolare. Dalla 9ª alla 32ª salta solo una partita, debuttando con la maglia giallorossa il 21 agosto 2009, nella prima giornata di campionato, in Lecce-Ancona (3-0).
Il 16 luglio 2010 si trasferisce al Frosinone, ancora in Serie B, in prestito con diritto di riscatto sulla compartecipazione. Esordisce con la formazione laziale il 15 agosto 2010 in Frosinone-Trapani (3-1) valida per il secondo turno di Coppa Italia. In campionato, invece, disputa 35 incontri.
Finito il prestito, fa ritorno al Palermo che il 1º luglio 2011 lo cede a titolo definitivo al Sassuolo, sempre in Serie B, per 400.000 euro. Esordisce in maglia neroverde il 14 agosto in Sassuolo-Juve Stabia (2-1) del secondo turno di Coppa Italia, giocando titolare. All'esordio in campionato, arrivato alla prima giornata disputata il 27 agosto, al 26' segna il gol che permette alla sua squadra di pareggiare momentaneamente la partita casalinga contro la Nocerina, incontro poi vinto per 3-1.Nella stagione 2011-2012 il Sassuolo termina al 3º posto. Si qualifica per i play-off ai quali nella semifinale incontra la Sampdoria perdendo 2-1 allo Stadio Marassi di Genova e pareggiando al Braglia 1-1, così perdendo la speranza di essere promossa per la Serie A.
Nella stagione 2012-2013 il Sassuolo conquista la promozione in serie A così vince il suo terzo campionato di Serie B, venendo eletto miglior difensore della categoria nei Serie bwin Awards ed essendo capace di segnare 11 gol nelle 37 partite di campionato disputate, che gli hanno fatto firmare due record: mai nessun difensore del Sassuolo aveva segnato più di quattro gol in Serie B e mai nessun difensore della squadra emiliana aveva segnato più di sei reti in una stagione considerando tutte le categorie. Nella stagione successiva esordisce in Serie A, giocando titolare, nella prima giornata di campionato in cui il Sassuolo perde per 2-0 in trasferta contro il Torino. Il 18 settembre, in allenamento, ha subito la rottura del legamento crociato anteriore del ginocchio destro, con conseguente stop di circa sei mesi. Torna in campo a otto mesi esatti dall'infortunio, entrando in campo al 78' – al posto di Pedro Filipe Mendes – nell'ultima partita di campionato Milan-Sassuolo (2-1). Nella stagione 2014-2015 colleziona 9 presenze alternandosi con Antei. Il 1º febbraio 2015 all'81' della partita Sassuolo-Inter (3-1) si infortuna gravemente riportando la rottura del crociato con interessamento del legamento collaterale e del menisco, costringendolo ad altri 6 mesi di stop.
Nonostante il parere fortemente contrario della tifoseria neroverde, che aveva chiesto il rinnovo contrattuale per il giocatore, il 31 gennaio 2017 si trasferisce definitivamente al Frosinone, dove aveva già militato nella stagione 2010-2011.
In omaggio ai tifosi del Sassuolo, Terranova lascia un lungo post su Facebook per ringraziare società, supporter e città per le cinque stagioni e mezzo vissute in Emilia.
Il 17 agosto 2018 viene ufficializzato il suo passaggio a titolo definitivo alla Cremonese, firmando un contratto pluriennale.
Il 30 agosto 2021 passa in prestito al Bari con obbligo di riscatto in caso di promozione in Serie B della squadra biancorossa.
Dopo la vittoria del campionato è stato riscattato dai biancorossi, nella stagione successiva in Serie B gioca solamente 10 partite. Il 31 gennaio 2023 passa a titolo definitivo alla Reggina con cui firma un contratto fino al 30 giugno 2024. Tuttavia al termine della stagione rimane svincolato in seguito alla mancata iscrizione della squadra calabrese al successivo campionato di Serie B.
L'8 settembre 2023 si trasferisce al Benevento, in Serie C, con cui firma un contratto fino al 30 giugno 2024.
Il 30 giugno 2024 viene ingaggiato dal Lumezzane, restando in terza serie e firmando fino a giugno 2025.

## Statistiche

### Presenze e reti nei club
Statistiche aggiornate al 2 giugno 2024.
| Stagione         | Squadra          | Campionato       | Campionato | Campionato | Coppe nazionali | Coppe nazionali | Coppe nazionali | Coppe continentali | Coppe continentali | Coppe continentali | Altre coppe | Altre coppe | Altre coppe | Totale | Totale |
| Stagione         | Squadra          | Comp             | Pres       | Reti       | Comp            | Pres            | Reti            | Comp               | Pres               | Reti               | Comp        | Pres        | Reti        | Pres   | Reti   |
| ---------------- | ---------------- | ---------------- | ---------- | ---------- | --------------- | --------------- | --------------- | ------------------ | ------------------ | ------------------ | ----------- | ----------- | ----------- | ------ | ------ |
| 2004-2005        | Campobello       | Ecc.             | 30         | 4          | -               | -               | -               | -                  | -                  | -                  | -           | -           | -           | 30     | 4      |
| 2005-2006        | Palermo          | A                | 0          | 0          | CI              | 0               | 0               | CU                 | 0                  | 0                  | -           | -           | -           | 0      | 0      |
| 2006-2007        | Palermo          | A                | 0          | 0          | CI              | 0               | 0               | CU                 | 0                  | 0                  | -           | -           | -           | 0      | 0      |
| 2007-2008        | Vicenza          | B                | 20         | 2          | CI              | 0               | 0               | -                  | -                  | -                  | -           | -           | -           | 20     | 2      |
| 2008-2009        | Livorno          | B                | 19+2       | 0          | CI              | 1               | 0               | -                  | -                  | -                  | -           | -           | -           | 22     | 0      |
| ago. 2009-2010   | Lecce            | B                | 27         | 0          | CI              | 0               | 0               | -                  | -                  | -                  | -           | -           | -           | 27     | 0      |
| 2010-2011        | Frosinone        | B                | 35         | 3          | CI              | 1               | 0               | -                  | -                  | -                  | -           | -           | -           | 36     | 3      |
| 2011-2012        | Sassuolo         | B                | 32+2       | 3+0        | CI              | 2               | 0               | -                  | -                  | -                  | -           | -           | -           | 36     | 3      |
| 2012-2013        | Sassuolo         | B                | 37         | 11         | CI              | 2               | 0               | -                  | -                  | -                  | -           | -           | -           | 39     | 11     |
| 2013-2014        | Sassuolo         | A                | 4          | 0          | CI              | 1               | 0               | -                  | -                  | -                  | -           | -           | -           | 5      | 0      |
| 2014-2015        | Sassuolo         | A                | 9          | 0          | CI              | 1               | 0               | -                  | -                  | -                  | -           | -           | -           | 10     | 0      |
| 2015-2016        | Sassuolo         | A                | 6          | 0          | CI              | 0               | 0               | -                  | -                  | -                  | -           | -           | -           | 6      | 0      |
| 2016-gen. 2017   | Sassuolo         | A                | 3          | 0          | CI              | 0               | 0               | UEL                | 0                  | 0                  | -           | -           | -           | 3      | 0      |
| Totale Sassuolo  | Totale Sassuolo  | Totale Sassuolo  | 91+2       | 14         |                 | 6               | 0               |                    | 0                  | 0                  |             | -           | -           | 99     | 14     |
| gen.-giu. 2017   | Frosinone        | B                | 16+2       | 1          | CI              | 0               | 0               | -                  | -                  | -                  | -           | -           | -           | 18     | 1      |
| 2017-2018        | Frosinone        | B                | 36+4       | 3          | CI              | 1               | 0               | -                  | -                  | -                  | -           | -           | -           | 41     | 3      |
| ago. 2018        | Frosinone        | A                | 0          | 0          | CI              | 1               | 0               | -                  | -                  | -                  | -           | -           | -           | 1      | 0      |
| Totale Frosinone | Totale Frosinone | Totale Frosinone | 87+6       | 7          |                 | 3               | 0               |                    | -                  | -                  |             | -           | -           | 96     | 7      |
| 2018-2019        | Cremonese        | B                | 31         | 2          | CI              | 0               | 0               | -                  | -                  | -                  | -           | -           | -           | 31     | 2      |
| 2019-2020        | Cremonese        | B                | 16         | 0          | CI              | 1               | 0               | -                  | -                  | -                  | -           | -           | -           | 17     | 0      |
| 2020-2021        | Cremonese        | B                | 21         | 1          | CI              | 1               | 0               | -                  | -                  | -                  | -           | -           | -           | 22     | 0      |
| Totale Cremonese | Totale Cremonese | Totale Cremonese | 68         | 3          |                 | 2               | 0               |                    | -                  | -                  |             | -           | -           | 48     | 2      |
| 2021-2022        | Bari             | C                | 31         | 3          | CI-C            | -               | -               | -                  | -                  | -                  | SC-C        | 1           | 0           | 32     | 3      |
| 2022-gen. 2023   | Bari             | B                | 10         | 0          | CI              | 2               | 0               | -                  | -                  | -                  | -           | -           | -           | 12     | 0      |
| Totale Bari      | Totale Bari      | Totale Bari      | 41         | 3          |                 | 2               | 0               |                    | -                  | -                  |             | 1           | 0           | 44     | 3      |
| gen.-giu. 2023   | Reggina          | B                | 10         | 0          | CI              | -               | -               | -                  | -                  | -                  | -           | -           | -           | 10     | 0      |
| 2023-2024        | Benevento        | C                | 15         | 0          | CI-C            | 0               | 0               | -                  | -                  | -                  | -           | -           | -           | 15     | 0      |
| 2024-2025        | Lumezzane        | C                | 0          | 0          | CI-C            | 1               | 0               | -                  | -                  | -                  | -           | -           | -           | 1      | 0      |
| Totale carriera  | Totale carriera  | Totale carriera  | 417        | 33         |                 | 14              | 0               |                    | 0                  | 0                  |             | 1           | 0           | 432    | 33     |

## Palmarès

### Competizioni nazionali
- Serie B: 2

Lecce: 2009-2010
Sassuolo: 2012-2013
- Serie C: 1

Bari: 2021-2022 (girone C)

### Competizioni regionali
- Eccellenza: 1

Campobello: 2004-2005